# Corduene
Corduene '(tiếng Armenia: Կորճայք, còn được gọi là Gorduene, Cordyene, Cardyene, Carduene, Gordyene, Gordyaea, Korduene, Korchayk, Gordian, tiếng Do Thái: קרטיגיני) là một vùng cổ nằm ở phía bắc vùng Lưỡng Hà và hiện đại ngày người Kurd sinh sống đông nam Thổ Nhĩ Kỳ. Đó đã là một tỉnh của Armenia mở rộng. Nó được gọi bởi người Hy Lạp với tên Karduchia và bởi cả người Hy Lạp và La Mã với tên gọi Corduene..
Lãnh thổ Corduene là 14.707 km2 (6.000 dặm vuông) và có 11 tổng: